# Southchurch
Southchurch is een plaats en civil parish in het bestuurlijke gebied Southend-on-Sea, in het Engelse graafschap Essex met 9.467 inwoners.